# Andreas Dibowski
Andreas Dibowski (Hamburg, 1966. március 29. –) német sportoló, lovastusában olimpiai bajnok. Pályafutását Hamburgban kezdte, ahol 1982-ben kezdett lovak kiképzésével foglalkozni. 1984 és 1987 között ménesgazdai képesítést szerzett, egy évvel később Kaliforniában díjugratásban képezte tovább magát. 1997 óta saját lovasiskolát üzemeltet a Hamburg közelében fekvő Döhle faluban.
Tagja volt a német lovastusa válogatottnak a 2000-es sydney-i olimpián, ahol a negyedik helyen végzett. A 2004-es athéni játékokon egy csapattársa véletlenül az ugratások közben átlépte a célvonalat, ezért a francia csapat óvása után pontlevonással sújtották a németeket és az aranyéremtől megfosztva a negyedik helyre sorolták őket. Andreas Dibowski legnagyobb sikere, hogy a pekingi olimpián Hinrich Romeike, Frank Ostholt, Ingrid Klimke és Peter Thomsen társaként a lovastusa csapatversenyében olimpiai bajnoki címet szerzett.

## Fordítás
- Ez a szócikk részben vagy egészben a Andreas Dibowski című német Wikipédia-szócikk ezen változatának fordításán alapul.  Az eredeti cikk szerkesztőit annak laptörténete sorolja fel. Ez a jelzés csupán a megfogalmazás eredetét és a szerzői jogokat jelzi, nem szolgál a cikkben szereplő információk forrásmegjelöléseként.